# 하코네유모토역
하코네유모토역(일본어: 箱根湯本駅)은 일본 가나가와현 아시가라시모군 하코네정에 위치한 하코네 등산 철도 철도선의 역이다. 역 번호는 OH 51이다.

## 개요
일본 유수의 관광지로 하코네의 현관 역 중 하나이다.
오다큐 전철 오다와라 선에서 특급 로망스 카 및 통근 전차(20m 차량의 4량 편성)에 의한 각역 정차가 본 역까지 직통 운전을 한다. 예전에는, 오다와라 방향에서도 하코네 등산 철도 차량이 운행되고 있었지만, 2006년 3월 18일부터 영업 열차가 모두 본 역에서 고라 방면만 운행되었다. 오다와라 방향으로는 오다큐 차량만의 운행으로 본 역을 기점으로 운행 계통이 나뉘어 있기 때문에 환승이 필요하다. 과거에는, 신주쿠 방면에서 본 역까지 직통하는 급행이 운행되고 있었지만 2008년 3월 15일의 다이아 개정으로 폐지되었다.
2009년경부터 배리어 프리화 및 역 주변의 정체 완화 등을 목적 으로, 역사 개량 공사가 이루어졌다. 동년 3월 14일, 교상역사의 공용이 시작된다], 2012년 4월, 보행자 데크의 설치에 의한 전체 공사가 완료되었다.
또한, 하코네 등산 철도의 표시 간판이나 팜플렛에서는 각 역의 표고가 제시되어 있고 예전에 108m로 표기되었으나 2013년 재고 조사에서 96m로 정정되었다.
참고로, 도쿄 메트로 지요다 선에서는 발차표 갱신이 행해졌고, 본 역의 번호도 표시되었는데, 그 경우는 오다큐 선과 같은 청환에 OH 51의 표기가 부여되었다.

## 역사
- 1888년 10월 1일: 궤도 노선(후, 오다와라 시내선)이 유모토에 진입.
- 1919년 6월 1일: 철도선 유모토 ~ 고라 역 구간 개통에 따라 하코네유모토 역이 영업 개시. 궤도 선의 정류장명도 하코네유모토로 변경.
- 1935년 10월 1일: 철도선 오다와라 역 연계에 따른 용지 전용으로 인하여 궤도 선의 정류장 폐지.
- 1950년 8월 1일: 오다큐 차량의 진입 개시.
- 1982년 7월 12일: 오다큐의 대형(20m 차량) 6량 연결 운행 개시.
- 2005년 10월 1일: 특급 로망스 카 좌석권의 판매가 시작되어 당역 ~ 오다와라 역 구간만 승차 개시.
- 2006년 3월 18일: 당역 ~ 오다와라 역 구간 영업 운전이 오타큐 차량만 실시.
- 2008년 3월 15일: 당역 ~ 오다와라 역 구간에서 오다큐의 직통 열차는 특급과 4량 편성의 각역 정차만 됨.
- 2009년 3월 14일: 신역사 사용 개시[5].

## 역 구조
섬식 승강장과 상대식 승강장을 조합한 2면 4선의 지상역이다. 개찰구는 교상 역사부에 있고 화장실은 승강장과 동일층의 남서쪽 개찰 내에 있다.
종일 직원배치역이다. 오다큐 로망스 카 특급권 매장, 매표 창구, 자동 매표기, 자동 개찰기, 오타큐 트래블 하코네유모토 영업소가(주로 당일 숙박 안내) 설치되었다. 또한, 플랫폼에는 매점, 로망스 카 당일 분의 매표기가 있다(오다와라까지 가는 좌석권은 출발 전에 플랫폼의 담당자가 발매). 일부 시간대의 오다와라 쪽이 보통 열차를 제외하고 역무원이 출발 지시 신호를 내고 열차가 발차하다.
하코네 등산 철도 철도선은 본 역을 기점으로 가선 전압이 다르기 때문에(고라 방면 750V, 오다와라 방면 1500V), 본 역 구내(이리우다 역 근처의 삼선 궤도가 협궤에서 표준궤로 분기되는 근처)에 데드 섹션 구간이 있다. 이곳을 하코네 등산 차량이 통과되는 순간 차내가 정전 현상이 일어나지만, 2011년 시점에서는 절연 구간을 통과하는 영업 운전 열차는 설정되지 않았다.
하코네 등산 차량의 살수 탱크의 급수 설비가 3,4번 선 사이에 설치되어 있다.
고라 방면으로 가는 열차는 당 역을 출발하자 80퍼밀의 상구배에 걸린다.

### 승강장
| 번호 | 노선             | 방향 | 행선                  | 비고                                                 |
| ---- | ---------------- | ---- | --------------------- | ---------------------------------------------------- |
| 1    | 특급 로망스 카   | 상행 | 오다와라・신주쿠 방면 | 일부 지요다 선 방면                                  |
| 2    | 하코네 등산 전차 | 상행 | 오다와라・신주쿠 방면 | 신주쿠 방면으로는 오다와라・신마쓰다에서 연결        |
| 3    | 하코네 등산 전차 | 하행 | 고라・소운잔 방면     | 소운잔 방면은 고라에서 케이블 카로 환승              |
| 4    | 하코네 등산 전차 | -    | 임시 승강장           | 하차 전용, 하차 후의 열차는 이리우다 차량기지로 회송 |

- 2번 선에서는 오다큐 차 4량 편성의 야간 유치가 있다.

## 역 주변
역전에는 기념품점・음식점・여관이 많이 존재한다.
- 하코네유모토 온천
- 국도 제1호선
- 하야 강
- 하코네 정 사무소
- 하코네유모토 우체국
- 소운지 절
- 하코네 정립 향토 자료관
- 하코네키타하라 뮤지엄

## 사진

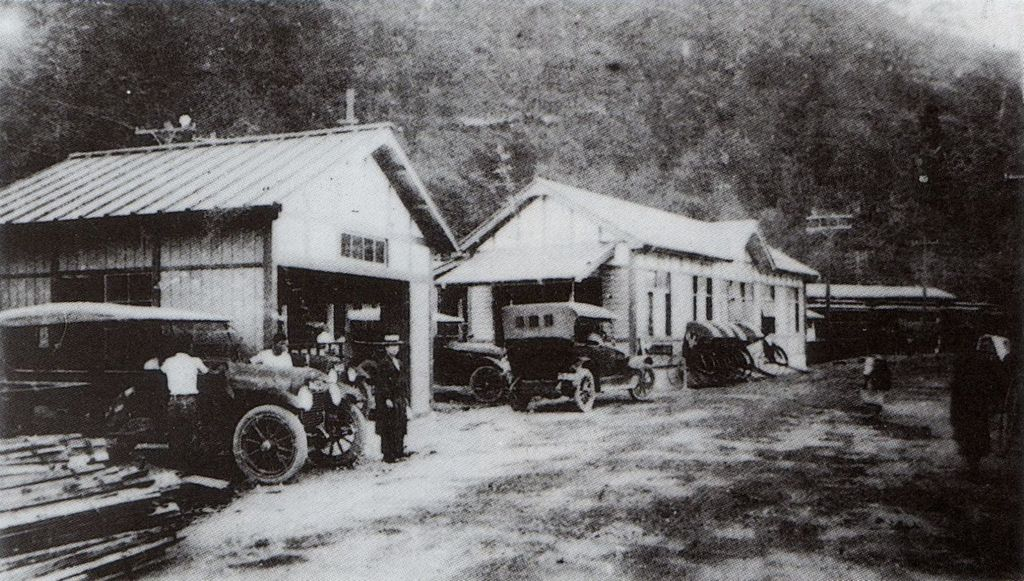
1919년의 역
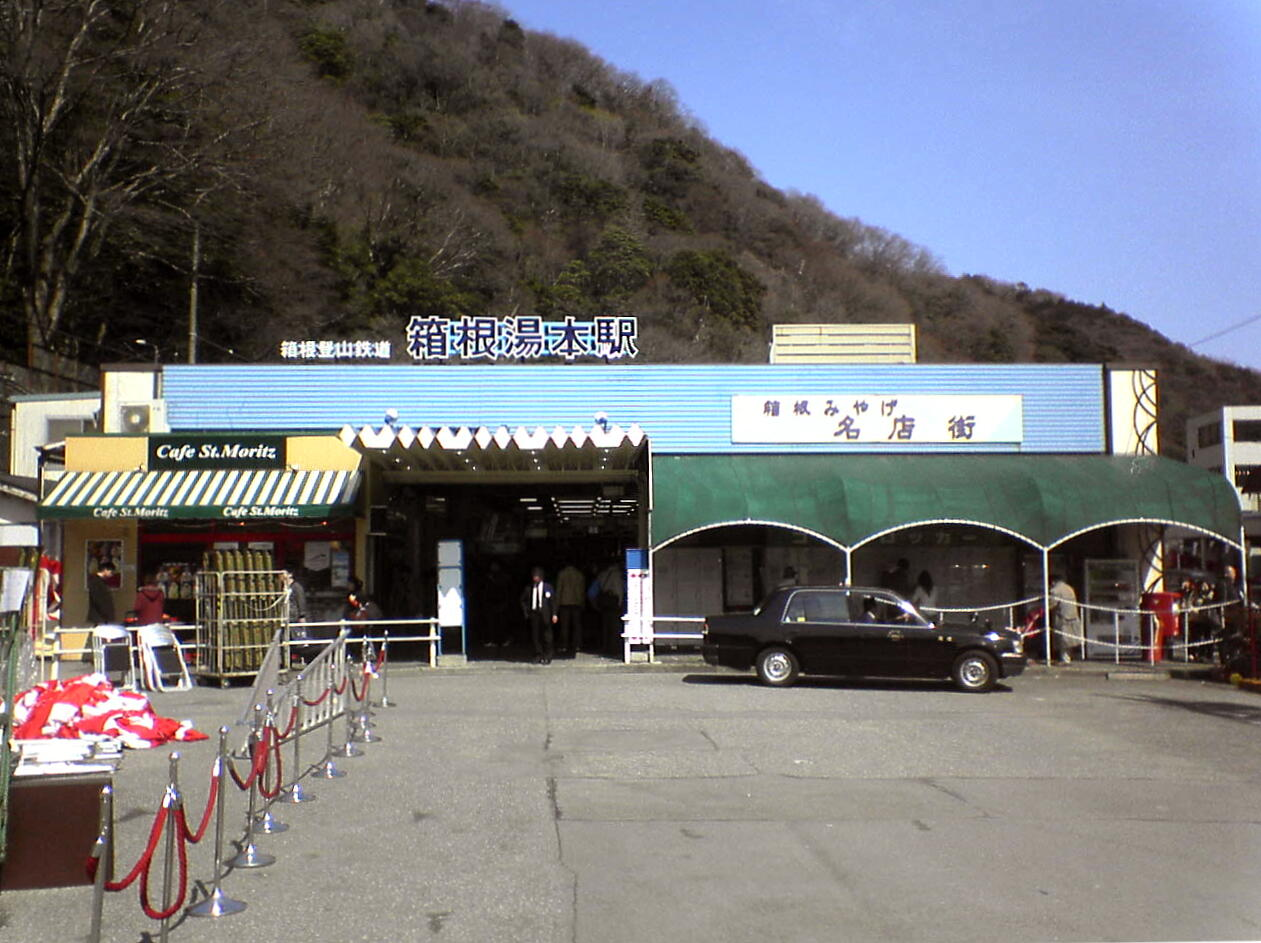
2005년 리모델링 전의 모습
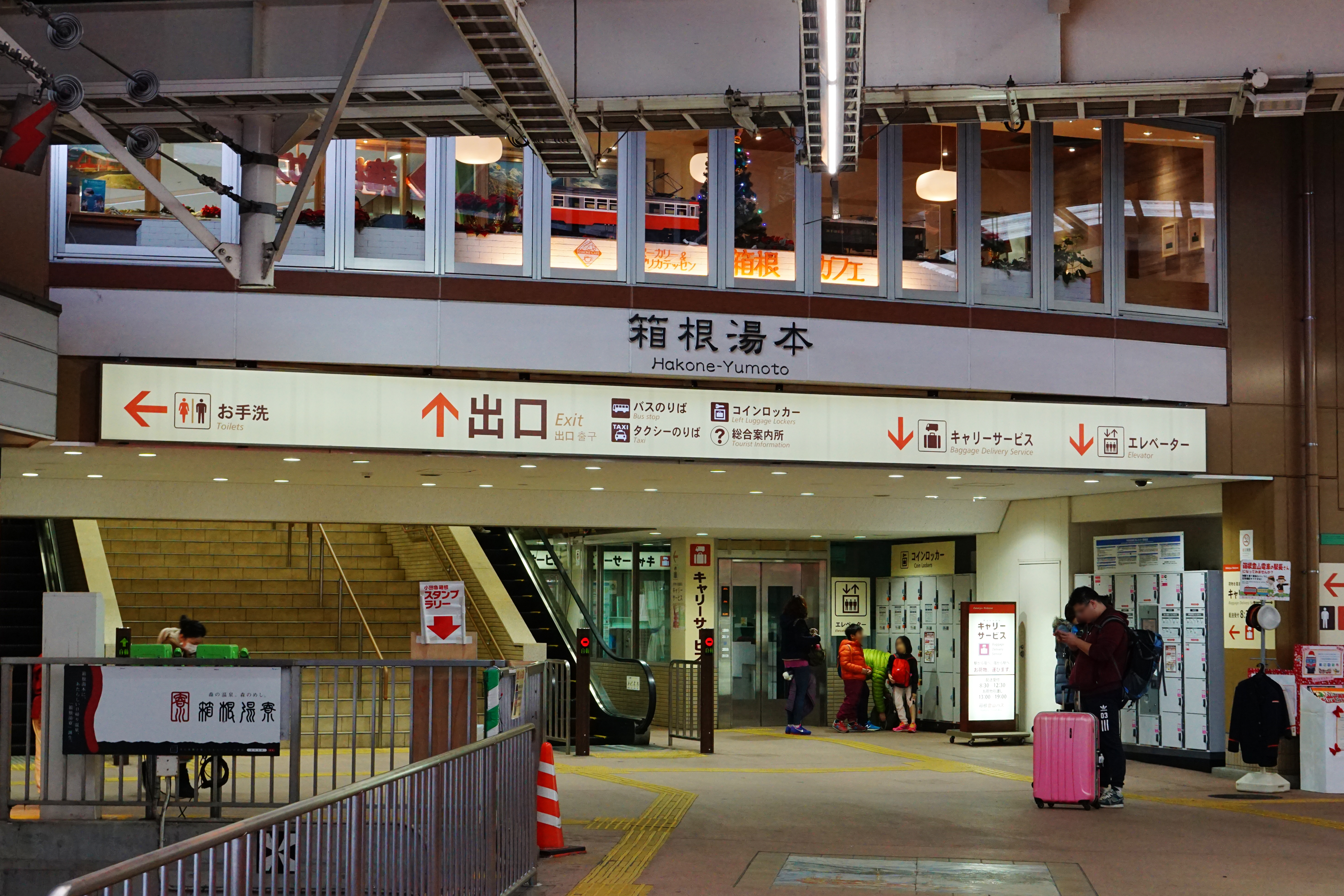
대합실
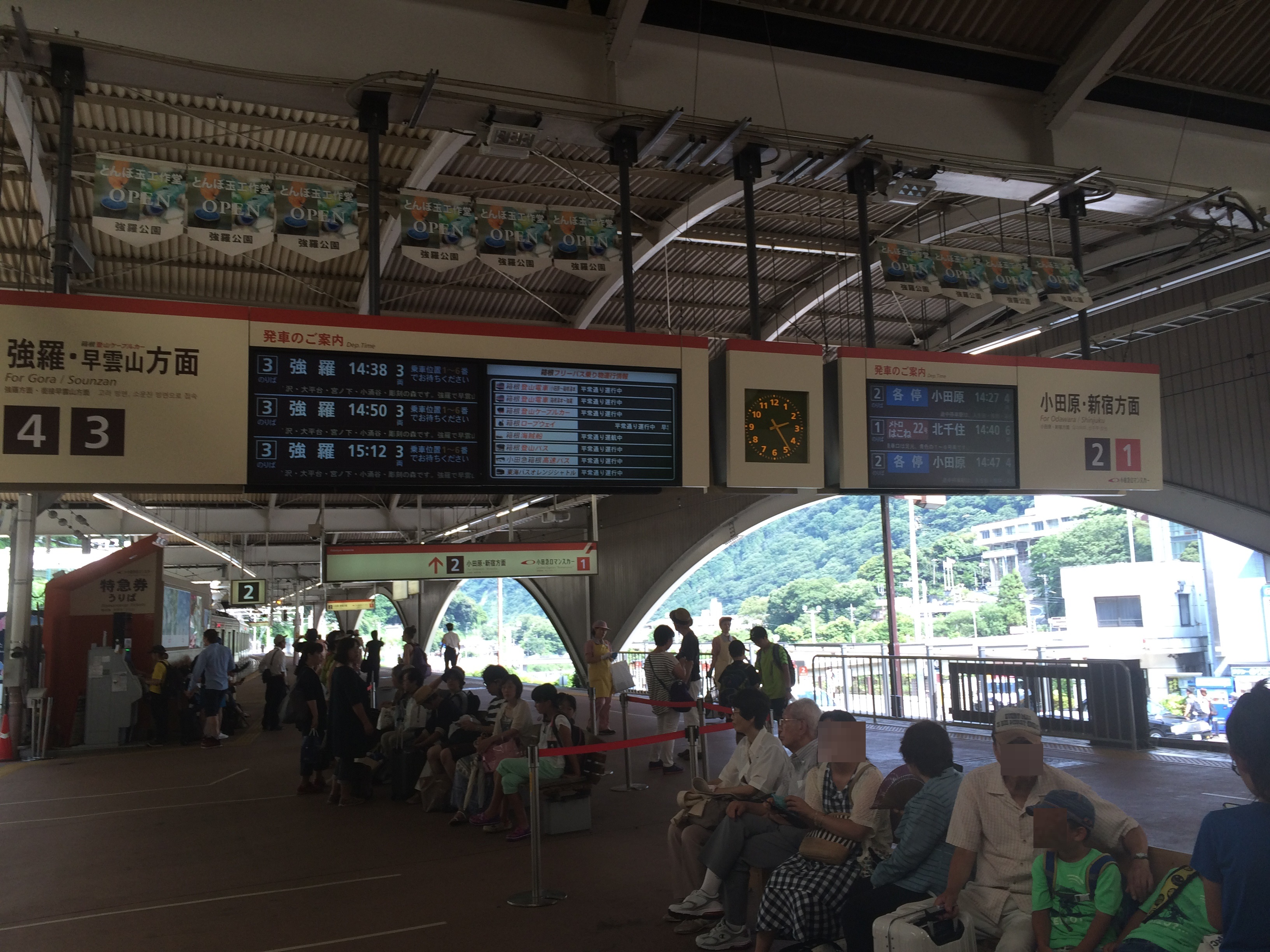
3,4번 승강장
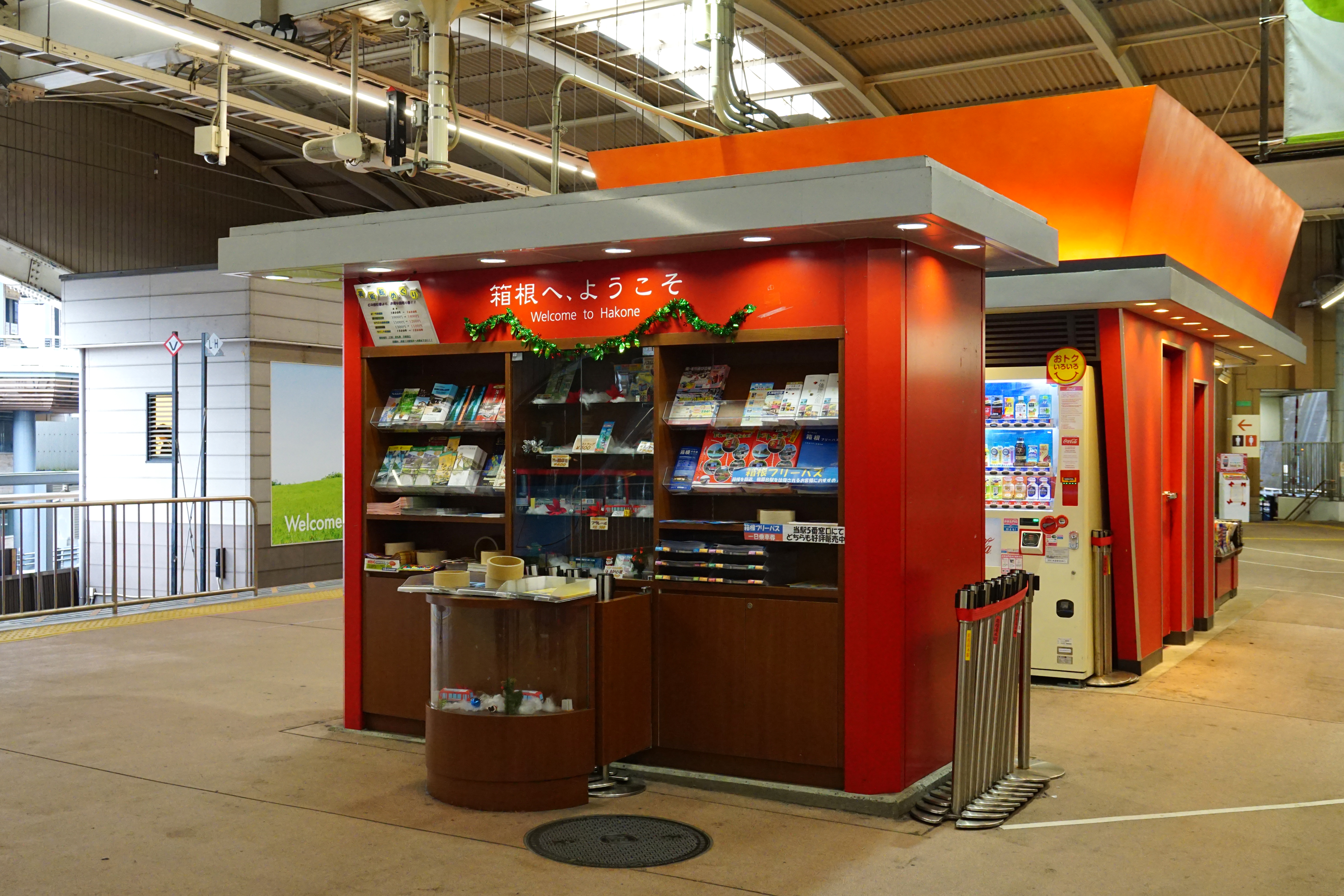
승강장 내 편의시설
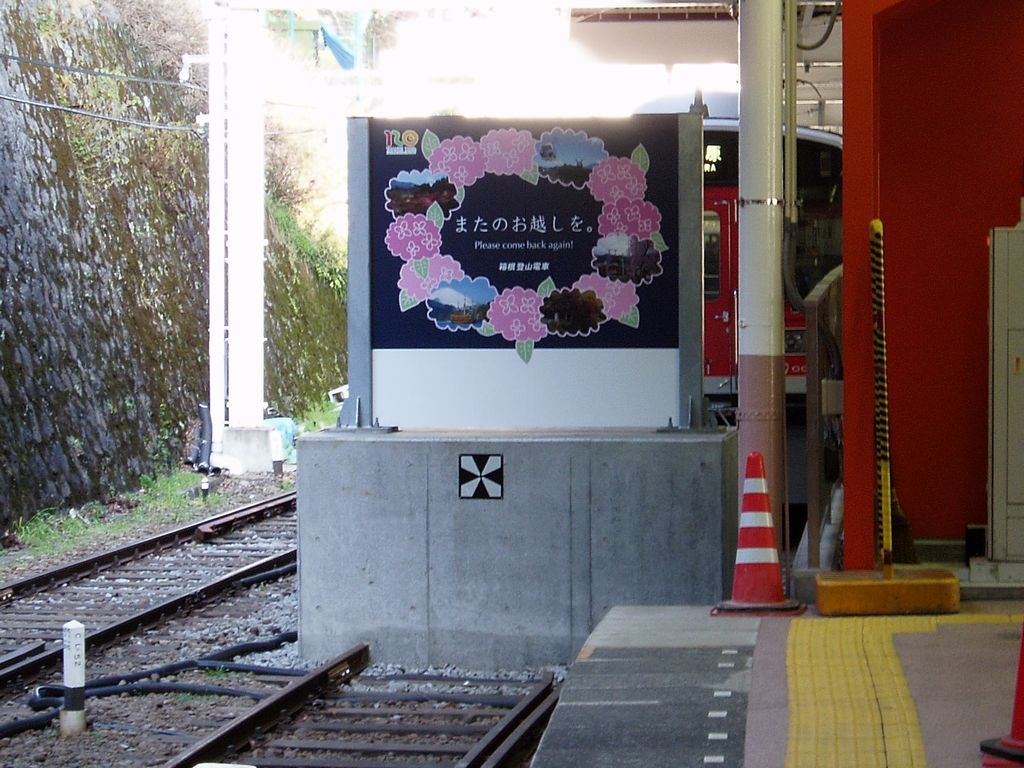
3번 승강장의 끝부분
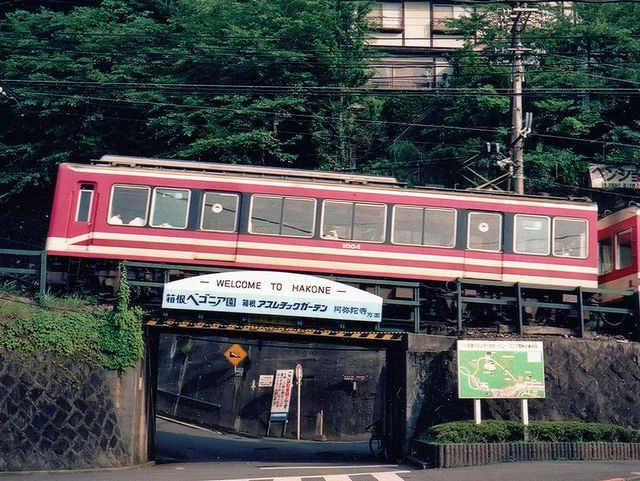
80‰의 급구배를 옆에서 본 모습(1993년)
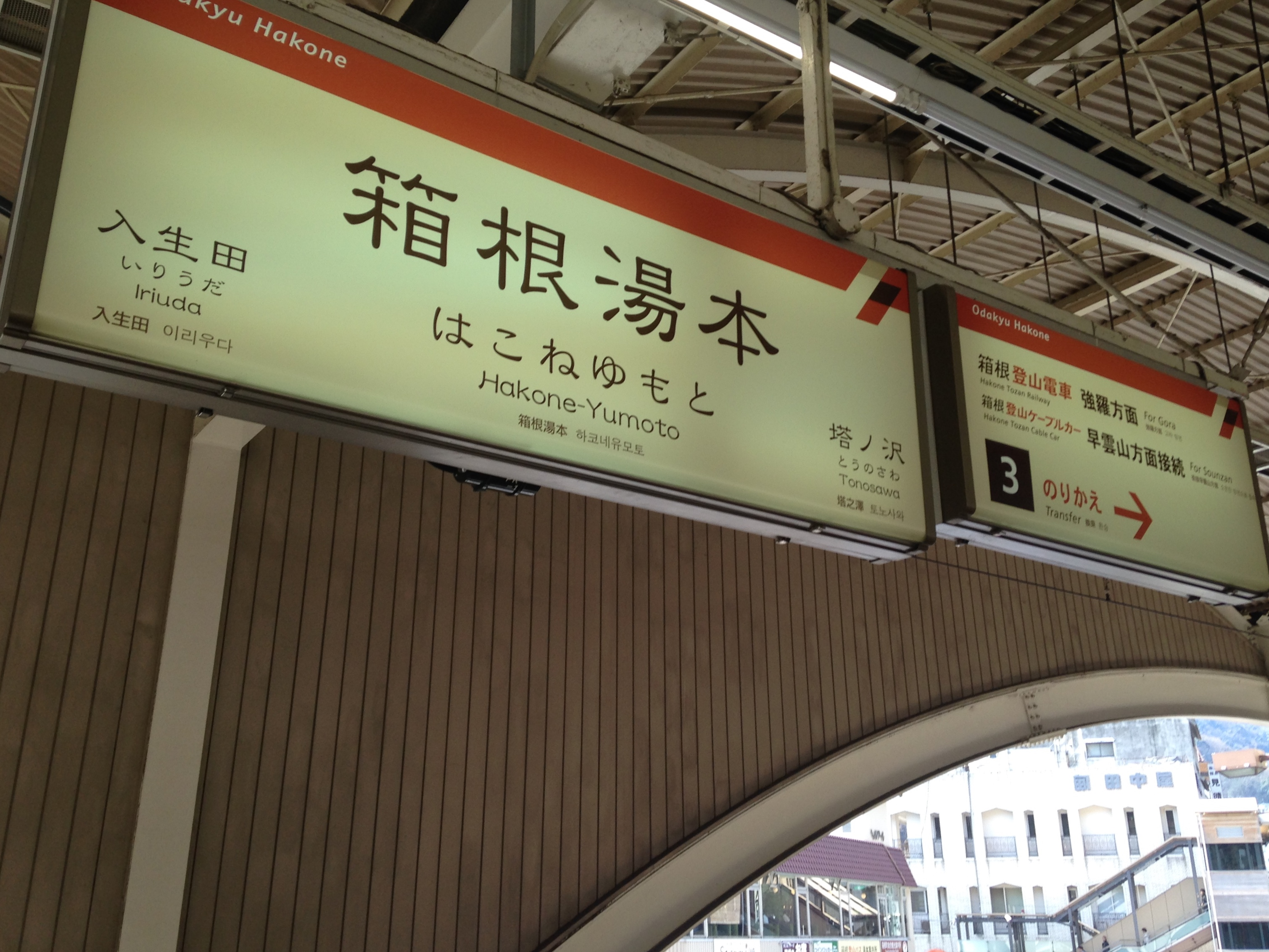
역명판

## 인접역
| 하코네 등산 철도 철도선      | 하코네 등산 철도 철도선 | 하코네 등산 철도 철도선  |
| ---------------------------- | ----------------------- | ------------------------ |
| OH 50 이리우다 오다와라 방면 | ■ 각역정차              | 도노사와 OH 52 고라 방면 |